# Kerry Dienelt
Kerry Dienelt, född den 25 februari 1969 i Darwin, Northern Territory, är en australisk softbollspelare.
Hon tog OS-brons i samband med de olympiska softboll-turneringarna 1996 i Atlanta.
Hon återupprepade denna bedrift fyra år senare vid olympiska sommarspelen 2000 på hemmaplan i Sydney.